# Fame and Wealth
| Recensione              | Giudizio |
| ----------------------- | -------- |
| AllMusic                |          |
| Robert Christgau        | B        |
| Dizionario del Pop-Rock |          |
| 24.000 dischi           |          |

Fame and Wealth è un album di Loudon Wainwright III, pubblicato dalla Rounder Records nel giugno del 1983 .

## Tracce
LP (1983, Rounder Records, 3076)
Lato A (41237)
Testi e musiche di Loudon Wainwright III.
1. Reader and Advisor – 5:17
2. The Grammy Song – 2:32
3. Dump the Dog – 2:01
4. Thick & Thin – 2:39
5. Revenge – 2:36
6. Five Years Old – 3:08

Lato B (41237)
Testi e musiche di Loudon Wainwright III.
1. Ingenue – 3:31
2. IDTTYWLM – 4:01
3. Westchester County – 2:46
4. Saturday Morning Fever – 2:12
5. April Fools Day Morn – 4:20
6. Fame and Wealth – 1:30

## Musicisti
- Loudon Wainwright III – voce, chitarra acustica, banjo, batteria
- Richard Thompson – chitarra elettrica, mandolino (brano: Reader and Advisor)
- Richard Thompson – chitarra acustica (brano: April Fools Day Morn)
- Bob Rose – chitarra a dodici corde (brano: Five Years Old)
- Myles Chase – pianoforte, Fender Rhodes (brano: Five Years Old)
- John Miller – basso (brano: Five Years Old)
- Luther Rix – batteria, percussioni (brano: Five Years Old)
- Mike Hardwick – pianoforte (brano: IDTTYWLM)
- Mark Johnson – percussioni (brano: IDTTYWLM)

### Produzione
- Loudon Wainwright III – produzione
- Teddy Wainwright – produttore esecutivo
- Registrazioni effettuate al Blue Rock Studios di New York City, New York, fine 1982
- Michael Ewasko – ingegnere delle registrazioni
- Ken Tracht – assistente ingegnere delle registrazioni
- Keith Scott Morton – foto copertina album
- Marsh Graphics – grafica e design copertina album [6]